# Nicolas Aubé-Kubel
Nicolas Aubé-Kubel (* 10. Mai 1996 in Slave Lake, Alberta) ist ein kanadischer Eishockeyspieler, der seit März 2025 bei den New York Rangers aus der National Hockey League (NHL) unter Vertrag steht. Mit der Colorado Avalanche gewann der rechte Flügelstürmer in den Playoffs 2022 den Stanley Cup. Zuvor verbrachte Aubé-Kubel fünf Jahre in der Organisation der Philadelphia Flyers, die ihn im NHL Entry Draft 2014 ausgewählt hatten, und war nach dem Stanley-Cup-Triumph für die Toronto Maple Leafs, Washington Capitals und Buffalo Sabres aktiv. Sein Cousin T. J. Foster ist ebenfalls professioneller Eishockeyspieler.

## Karriere
Nicolas Aubé-Kubel wurde in der Provinz Alberta geboren, zog jedoch im Alter von zwei Jahren mit seiner Familie nach Sorel-Tracy in der Provinz Québec. Dort spielte er in seiner Jugend unter anderem für die „Grands-Ducs de Mortagne“ sowie das Eishockeyteam des Collège Antoine-Girouard in Saint-Hyacinthe. Im Jahre 2012 wurde er im Entry Draft der Ligue de hockey junior majeur du Québec (LHJMQ) an siebter Position von den Foreurs de Val-d’Or ausgewählt und lief für das Team fortan in der ranghöchsten Juniorenliga der Provinz auf. In seinem zweiten Jahr gewann der Angreifer mit den Foreurs die Playoffs der LHJMQ um die Coupe du Président und nahm somit auch am Memorial Cup 2014 teil, wo man jedoch im Halbfinale ausschied. Anschließend wurde er im NHL Entry Draft 2014 an 48. Position von den Philadelphia Flyers berücksichtigt, die ihn im Oktober 2014 mit einem Einstiegsvertrag ausstatteten. Vorerst kehrte der Kanadier jedoch für zwei weitere Jahre nach Val-d’Or zurück, wobei er seinen Punkteschnitt auf deutlich über einen Scorerpunkt pro Spiel steigerte.
Gegen Ende der Spielzeit 2015/16 wechselte Aubé-Kubel in die Organisation der Flyers und kam fortan für deren Farmteam, die Lehigh Valley Phantoms, in der American Hockey League (AHL) zum Einsatz. Dort gelang ihm in der Spielzeit 2017/18 eine deutliche Leistungssteigerung, so verzeichnete er 46 Punkte in 72 Spielen. In der Folge kam er im Oktober 2018 zu seinem Debüt für Philadelphia in der National Hockey League (NHL), dem bis zum Saisonende acht weitere Einsätze folgen sollte. In der Spielzeit 2019/20 stand der Flügelstürmer bereits überwiegend bei den Flyers auf dem Eis, ehe er sich mit Beginn der Saison 2020/21 endgültig in deren NHL-Aufgebot etablierte. Nachdem der Kanadier auch zum Beginn des Spieljahres 2021/22 einige Partien für die Flyers absolviert hatte, wurde er im November 2021 bei dem Versuch ihn abermals in die AHL zu den Lehigh Valley Phantoms zu schicken, auf dem Waiver von der Colorado Avalanche ausgewählt. Während die Avalanche damit seinen laufenden Vertrag übernahmen, endete seine Zeit in der Organisation der Philadelphia Flyers nach fünf Jahren. In den Playoffs 2022 errang er mit seinem neuen Team den Stanley Cup. Sein auslaufender Vertrag wurde anschließend jedoch nicht verlängert, sodass er sich im Juli 2022 als Free Agent den Toronto Maple Leafs anschloss. Für das kanadische Traditions-Franchise absolvierte der Offensivspieler jedoch nur sechs Partien, da sein Vertrag Anfang November desselben Jahres über den Waiver von den Washington Capitals übernommen wurde. Nach zwei Jahren dort wechselte er im Juli 2024 als Free Agent zu den Buffalo Sabres. Diese wiederum gaben ihn im März 2025 im Tausch für Erik Brännström an die New York Rangers ab.

### International
Erste internationale Erfahrungen sammelte Aubé-Kubel im Rahmen der World U-17 Hockey Challenge 2013, bei der er mit dem Team Canada Québec den vierten Platz belegte. Für die U18- und U20-Nationalmannschaft seines Heimatlandes wurde er in der Folge nicht nominiert.

## Erfolge und Auszeichnungen
- 2014 Coupe-du-Président-Gewinn mit den Foreurs de Val-d’Or
- 2022 Stanley-Cup-Gewinn mit der Colorado Avalanche

## Karrierestatistik
Stand: Ende der Saison 2024/25

### International
Vertrat Kanada bei:
- World U-17 Hockey Challenge 2013

(Legende zur Spielerstatistik: Sp oder GP = absolvierte Spiele; T oder G = erzielte Tore; V oder A = erzielte Assists; Pkt oder Pts = erzielte Scorerpunkte; SM oder PIM = erhaltene Strafminuten; +/− = Plus/Minus-Bilanz; PP = erzielte Überzahltore; SH = erzielte Unterzahltore; GW = erzielte Siegtore; 1 Play-downs/Relegation; Kursiv: Statistik nicht vollständig)